# Marrakech et la Mamounia
Marrakech et la Mamounia est un livre paru en 1994 aux éditions ACR. Le texte est de Khireddine Mourad et les photos d’Alain Gérard.
Khireddine Mourad décèle en poète plus qu’en historien les destins mêlés de Marrakech et de la Mamounia, palace mythique situé en une ville tenant elle-même du mythe. 
Si la naissance de la ville s'inscrit à la fois dans « la précarité apparente de son milieu, (le) caractère hostile de son environnement, et (…) l’audace de son fondateur », son histoire est celle de la sédentarisation de tribus nomades, de la maîtrise d’une eau rare et capricieuse. Elle répond à un espace des visionnaires que furent ses fondateurs. 
Or, dans ce site et sans trahir la cité, la Mamounia échappe à l’hybride et réunit des cultures diverses, refuse l’obéissance à un modèle tout en se glissant dans le regard orientaliste de ceux-là mêmes qu’elle va fasciner : artistes, écrivains, diplomates… Car elle va composer sa singularité de l’art, de l’histoire, de la culture du pays.
Le livre offre l'occasion de saisir comment des lieux — une ville, un hôtel — peuvent dépasser les projets des hommes, allier plusieurs types de cultures, se constituer eux-mêmes en légende, en culture multiple et vivante.